# Неофіт-Рильський
Нео́фіт-Ри́льський (болг. Неофит Рилски) — село у Варненській області Болгарії. Входить до складу общини Ветрино.

## Населення
За даними перепису населення 2011 року у селі проживали 785 осіб.
Національний склад населення села:
| Національність   | Кількість осіб | Відсоток |
| ---------------- | -------------- | -------- |
| болгари          | 727            | 98,6%    |
| турки            | 6              | 0,8%     |
| цигани           | 0              | 0%       |
| інша             | 4              | 0,5%     |
| не визначились   | 0              | 0%       |
| Всього відповіли | 737            |          |

Розподіл населення за віком у 2011 році:
Динаміка населення: